# Montagut i Oix
Montagut i Oix è un comune spagnolo di 824 abitanti situato nella comunità autonoma della Catalogna.

Il 15 novembre 2002 il comune ha cambiato il suo nome da Montagut a Montagut i Oix.

## Monumenti e luoghi d'interesse
- Chiesa di Sant'Aniol
- Chiesa di San Pietro
- Chiesa di San Michele
- Chiesa di Nostra Signora degli Aghi
- Santuario di Nostra Signora della Devesa
- Eremo di Sant'Eudald de Jou
- Chiesa di San Felice di Riu
- Chiesa di San Lorenzo